# Wawyachtonoc
Wawyachtonoc (Wawijachtenocks, Wawyachteioks, Wawyachtonock, Wyeck), jedno od plemena konfederacije Mahican, jezična porodica Algonquian naseljeni na područjima današnjih okruga Dutchess i Columbia u New Yorku i istočno do rijeke Housatonic u Connecticutu. Njihovo glavno naselje (imali su ih 7) bilo je Weantinock koje se nalazilo na rijeci Housatonic, blizu današnjeg New Milforda u okrugu Litchfield, Connecticut. 
Ostala njihova sela, ili koja su bila u njihovom savezu su Shecomeco, Wechquadnach, Pomperaug, Bantam, Weataug i Scaticook.
Većinu njih okupilo je moravsko bratstvo u misijama u Shecomecu i Scaticooku u Connecticutu, odakle sugotovo svi, osim nekoliko njih iz Scaticooka, preseljeni u Pennsylvaniju gdje su podijelili sudbinu s Moravskim Indijancima.